# دورا سودربرغ
دورا سودربرغ (بالسويدية: Dora Söderberg)‏ هي ممثلة سويدية، ولدت في 10 نوفمبر 1899 في السويد، وتوفيت بنفس المكان في 9 نوفمبر 1990.

## وصلات خارجية
- دورا سودربرغ على موقع IMDb (الإنجليزية)
- دورا سودربرغ على موقع قاعدة بيانات الأفلام السويدية (السويدية)
- دورا سودربرغ على موقع قاعدة بيانات الفيلم (الإنجليزية)